# Boykəndil
Boykəndil è un comune dell'Azerbaigian situato nel distretto di Lerik. Conta una popolazione di 226 abitanti.